# Хаббелл, Мэдисон
Мэ́дисон Ха́ббелл (англ. Madison Hubbell; род. 24 февраля 1991 года, Лансинг, Мичиган, США) — американская фигуристка, выступавшая в танцах на льду с Закари Донахью. Они — олимпийские чемпионы в командном соревновании (2022), бронзовые призёры Олимпийских игр в танцах на льду (2022), трёхкратные серебряные (2018, 2021, 2022) и бронзовые (2019) призёры чемпионата мира, победители чемпионата четырёх континентов (2014), победители финала Гран-при (2018), трёхкратные чемпионы (2018, 2019, 2021) и многократные призёры национальных чемпионатов, чемпионы мира в составе команды США (2019).
Хаббелл начала заниматься фигурным катанием в пять лет. В возрасте восьми лет перешла в танцы на льду. С 2001 по 2011 годы выступала в паре со своим братом Кифером Хаббеллом, с которым они стали бронзовыми призёрами чемпионата четырёх континентов (2010), победителями (2006) и серебряными призёрами (2008) финала юниорского Гран-при, чемпионами США среди юниоров (2008). В 2011 году пара объявила о прекращении совместных выступлений. С мая 2011 года по 2022 год выступала в паре с Закари Донохью.
По состоянию на 26 марта 2022 года, танцевальная пара занимает 2-е место в рейтинге Международного союза конькобежцев (ИСУ).

## Биография
Мэдисон Хаббелл родилась 24 февраля 1991 года в Лансинге, Мичиган, в семье Сьюзан и Брэда Хаббелл. Её отец был правоведом, а мать — швеёй. У Мэдисон есть два старших брата — Кифер и Закари. В 2009 году она окончила частную школу в Охае, Калифорния.
С 2014 года Хаббелл встречается с испанским фигуристом, выступающим в танцах на льду, Адрией Диасом. В апреле 2018 года пара объявила о помолвке.

## Карьера

### Ранние годы
Мэдисон Хаббелл встала на коньки в возрасте пяти лет. В восемь лет начала выступать в танцах на льду. Её первым партнёром, на протяжении одного года, был Николас Донахью. В начале 2001 года она встала в пару со своим братом Киффером Хаббеллом. В январе 2005 года на чемпионате США Хаббеллы заняли пятое место среди «новисов». В апреле того же года пара дебютировала на международных соревнованиях. В Эстонии на турнире Estonian Ice Dance Invitational они выиграли золотые медали. На чемпионате США 2006 года в категории «новисов» пара финишировала второй, уступив лишь дуэту, также состоящему из брата и сестры, Кэти и Крису Рид.

### С 2006 по 2011 годы
В новом сезоне Хаббелы дебютировали в юниорской серии Гран-При. На этапе во Франции они завоевали серебро. На втором этапе в Нидерландах они показали лучший результат. Это позволило им выйти в финал юниорского Гран-При, где пара завоевала золотые награды. На чемпионате США 2007 года в юниорском разряде они стали вторыми, уступив 0,17 балла, дуэту Эмили Самуэльсон и Эван Бейтс. Чемпионат мира среди юниоров Мэдисон и Киффер завершили на итогом шестом месте.
Начало сезона 2007/2008 пара пропустила из-за травмы Киффера. Вернулись к соревнованиям на региональном турнире, который являлся отбором на чемпионат США. Выиграв отборочный турнир, Хаббеллы квалифицировались на национальный чемпионат, на котором они поднялись на высшую ступень пьедестала. На юниорском чемпионате мира 2008 года стали пятыми во всех трёх сегментах, и заняли итоговое пятое место.
Сезон 2008/2009 начали на этапе Гран-При среди юниоров в Мексике, где заняли первое место. На втором этапе в ЮАР также одержали победу. Этот результат позволил им принять участие в финале Гран-При, на котором завоевали серебряные награды, уступив соотечественникам Мэдисон Чок и Грегу Зюрлайну. Пара Мэдисон и Киффер Хаббел дебютировала на взрослом чемпионате США в 2009 году. Заняв четвёртое место во всех сегментах, они заняли итоговое четвёртое место, завоевав оловянную медаль. На юниорском чемпионате мира 2009 пара финишировала в шаге от пьедестала, уступив бронзовым медалистам 0,46 балла.
Во второй половине 2009 года пара прекратила сотрудничество с наставниками Ярославой Нечаевой и Юрием Чесниченко, и присоединились к тренировочной группе Паскуале Камерленго и Анжелики Крыловой. В мае 2011 года пара Мэдисон Хаббелл и Киффер Хаббелл распалась, из-за проблем со здоровьем у партнёра, который не был уверен в продолжении соревновательной карьеры. В том же месяце Ассоциация фигурного катания США анонсировала об образовании новой пары Мэдисон Хаббелл и Закари Донохью. Они решили, что будут тренироваться в Детройте в группе Паскуале Камерленго, Анжелики Крыловой и Натальи Анненко.

### С 2011 по 2015 годы
В сентябре 2011 года пара Хаббелл и Донохью дебютировала на международных соревнованиях. В Германии на Nebelhorn Trophy пара заняла первое место. Чемпионат США 2012 года дуэт завершил на третьем месте. На чемпионате четырёх континентов они стали пятыми, а на чемпионате мира десятыми. В начале сезона 2012/2013 годов пара завоевала бронзу на Finlandia Trophy 2012. Кроме этого, пара выступила на двух этапах Гран-При. В Канаде они финишировали на пятом месте, и во Франции на четвёртом месте. На чемпионате США стали четвёртыми. Сезон 2013/2014 пара начала со второй победы на Nebelhorn Trophy. На этапах Гран-При стали четвёртыми в США, и третьими в Канаде, тем самым завоевав первую медаль этапов Гран-При. Заняв четвёртое место на национальном чемпионате, они получили возможность принять участие на чемпионате четырёх континентов, где завоевали золотые награды. В сезоне 2014/2015 Хаббелл и Донохью заняли третье место на двух этапах Гран-При в Канаде и Франции. Чемпионат США завершили также на третьем месте. На чемпионате мира 2015 года стали десятыми.
В апреле 2015 года Хаббелл и Донохью объявили о смене наставников. Пара решила тренироваться у Мари-Франс Дюбрей и Патриса Лозона в Монреале.

### Сезон 2015/2016
Первый старт пары в сезоне 2015/2016 годов был на домашнем этапе Челленджер в Солт-Лейк-Сити, который танцоры выиграли. Далее был французский этап Гран-при Trophée Bompard, однако, после коротких программ, соревнования были отменены из соображений безопасности (в столице Франции произошла серия терактов). Далее пара выступила на этапе Гран-при NHK Trophy, где заняли третье место и улучшили все свои спортивные достижения в короткой, произвольной программах и сумме. Именно это позволило паре впервые выйти в финал Гран-при, где заняли шестое место. Через месяц на национальном чемпионате фигуристы вновь выиграли бронзовые медали. В феврале на континентальном чемпионате в Тайбэе американские танцоры финишировали четвёртыми. В начале апреля в Бостоне на домашнем мировом чемпионате фигуристы вошли в число шести лучших пар и улучшили свои прежние достижения в произвольной программе и сумме.

### Сезон 2016/2017
Новый предолимпийский сезон пара начала дома; в середине сентября, на турнире в Солт-Лейк-Сити они уверенно заняли первое место. Однако в октябре они выступали на турнире Finlandia Trophy, где финишировали уже вторыми. В середине октября американские танцоры выступали на домашнем этапе Гран-при в Чикаго, где на Кубке Америки они заняли также второе место. В середине ноября фигуристы выступали на очередном этапе Гран-при в Париже, где на турнире Trophée de France они в упорной борьбе сумели завоевать серебряные медали. Это позволило им уверенно выйти в финал Гран-при, в Марселе. Во Франции в упорной борьбе они заняли предпоследнее место, при этом улучшили свои прежние достижения в короткой программе и сумме. В январе 2017 года на национальном чемпионате в Канзасе пара не смогла составить конкуренцию ведущим американским танцорам фигуристы выиграли третье место. В середине февраля фигуристы выступали в южнокорейском городе Каннын на континентальном чемпионате, где улучшили свои прежние достижения в коротком танце и сумме, но заняли только четвёртое место. В конце марта американские фигуристы выступали на мировом чемпионате в Хельсинки, где им удалось войти в десятку ведущих танцевальных пар. При этом они улучшили свои прежние достижения в коротком танце.

### Сезон 2017/2018
В сентябре американская пара начала дома олимпийский сезон в Солт-Лейк-Сити, где на турнире U.S. International Figure Skating Classic они финишировал с золотой медалью. Через месяц пара выступала в серии Гран-при на канадском этапе, где финишировали с бронзовыми медалями. Им также удалось улучшить свои прежние достижения в сумме и произвольном танце. Через месяц приняли участие в японском этапе серии Гран-при, где финишировали с серебряными наградами. Это позволило им уверенно выйти в Финал Гран-при. В Нагое американские танцоры выступили удачно, они в упорной борьбе заняли место рядом с пьедесталом. В начале января на национальном чемпионате фигуристы впервые, в упорной борьбе, стали чемпионами страны. В середине февраля в Канныне на личном турнире Олимпийских игр американские фигуристы финишировали рядом с пьедесталом. Им также удалось улучшить свои прежние достижения в коротком танце.
После чемпионата мира 2022 года, на котором Хаббелл и Донохью завоевали серебряные медали, они завершили соревновательную карьеру.

## Программы
(с З. Донохью)
| Сезон     | Короткий танец | Произвольный танец | Показательные выступления |
| --------- | --- | --- | --- |
| 2021—2022 | - Хип-хоп: Nasty - Блюз: Rope Burn - Хип-хоп: Rhythm Nation Джанет Джексон                                                                                | - Drowning Anne Sila | - Once I Was Loved Мелоди Гардо |
| 2020—2021 | - «Бурлеск»: - Express - Guy What Takes His Time - Tough Lover в исполнении Кристина Агилера                                                              | - Hallelujah в исполнении Джефф Бакли - Pray Gently to the Night Карл Гюго - Hallelujah в исполнении K.d. lang                      | - Jealous Labrinth |
| 2019—2020 | - Джайв: My Heart Belongs to Daddy Коул Портер - ВКС: Let’s Be Bad Марк Шейман, Скотт Уиттман                                                             | - «Звезда родилась»: - Shallow Леди Гага, Брэдли Купер - Alibi Леди Гага, Брэдли Купер                                              | |
| 2018—2019 | - Танго: Alevare Астор Пьяццолла - Танго: Tangata del Alba Астор Пьяццолла                                                                                | - Introduction to Romeo Крэйг Армстронг - Kissing You (instrumental) Крэйг Армстронг - Kissing You в исполнении Дез’ри              | - Make Me Feel Жанель Монэ |
| 2017—2018 | - Самба: Le serpent Guem - Румба: Cuando calienta el sol Talya Ferro - Самба: Sambando                                                                    | - Across the Sky (instrumental) Rag'n'Bone Man - Caught Out in the Rain Бет Харт                                                    | - Across the Sky (instrumental) Rag'n'Bone Man - Caught Out in the Rain Бет Харт - Make Me Feel Жанель Монэ - The Blower’s Daughter Дэмьен Райс - Believer Imagine Dragons |
| 2016—2017 | - Блюз: Feeling Good Нина Симон - Хип-Хоп: Попурри Хип-Хоп                                                                                                | - I Wanna Dance with Somebody Bootstraps - Can’t Help Falling in Love Ингрид Майклсон - Earned It Bootstraps                        | - Stand by Me Florence and the Machine - Believer Imagine Dragons - Qué has hecho con mi vida Эва Руис - Slip Эллиот Мосс                                                  |
| 2015—2016 | - Вальс: Hallelujah Кэтрин Дон Ланг - Марш: Hallelujah March Karl Hugo                                                                                    | - Adagio for Tron Daft Punk | - Slip Эллиот Мосс - You Can Leave Your Hat On Джо Кокер - I Put a Spell on You Джо Кокер                                                                                  |
| 2014—2015 | - Фламенко: Fiesta flamenca Монти Келли - Пасодобль: Spanish Gypsy Dance 101 Strings                                                                      | «Великий Гэтсби» - Young and Beautiful Лана Дель Рей - Back to Black Бейонсе, André 3000 - A Little Party Never Killed Nobody Ферги | - Down the Road C2C - Happy C2C - Lay Me Down Сэм Смит |
| 2013—2014 | - Квикстеп: Mr. Pinstripe Suit Big Bad Voodoo Daddy - Фокстрот: Maddest kind of love Big Bad Voodoo Daddy - Чарльстон: Diga Diga Doo Big Bad Voodoo Daddy | - Nocturne Into Bohemian Rhapsody Лусия Микарелли                                                                                   | - Bang Bang Nico Vega - Hide and Seek Имоджен Хип - Whatcha Say Джейсон Деруло                                                                                             |
| 2012—2013 | - Вальс: Waltz Джеймс Хорнер - Полька: John Ryan’s Polka Джеймс Хорнер                                                                                    | - Farrucas Эрнесто Лекуона - Un Amor Эрнесто Лекуона - Malagueña Эрнесто Лекуона                                                    | - A Thousand Years Кристина Перри |
| 2011—2012 | - Мамбо - Румба - Самба Латина попурри | - I Put a Spell on You Джо Кокер | - Make You Feel My Love Адель |

(с К. Хаббеллом)
| Сезон     | Короткий танец                                        | Произвольный танец                                                                                 | Показательные выступления      |
| --------- | ----------------------------------------------------- | -------------------------------------------------------------------------------------------------- | ------------------------------ |
| 2010—2011 | - The Addams Family - Masochism Tango Том Лерер       | - Ocean Club - Jungle Bill Yello - Moments in Love Art of Noise                                    |                                |
| Сезон     | Оригинальный танец                                    | Произвольный танец                                                                                 | Показательные выступления      |
| 2009—2010 | - Буковинский танец - Дубровчанка Ансамбль Сузирья    | - American Woman The Guess Who - Can’t Get You Out of My Mind Ленни Кравиц - Fly Away Ленни Кравиц |                                |
| 2008—2009 | - Minnie The Moocher Big Bad Voodoo Daddy             | - Sognami Алессандро Сафина                                                                        | - Canto Alla Vita Джош Гробан  |
| 2007—2008 | - Schuhplattler Баварский и тирольский народный танец | - Hope Apocalyptica                                                                                | - Hope Apocalyptica            |
| 2006—2007 | - Tango                                               | - Canto Alla Vita Джош Гробан                                                                      | - Exodo II Хуан Блас Кабальеро |

## Спортивные достижения

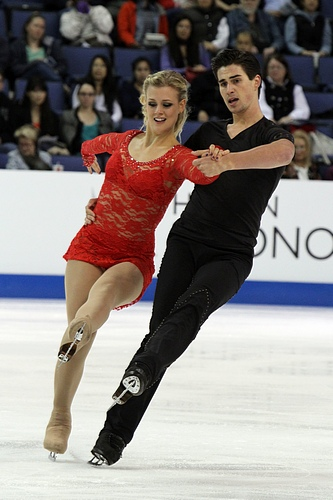
Мэддисон Хаббелл и Закари Донохью на Skate America 2011

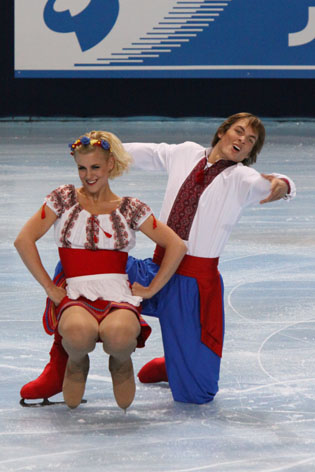
Мэддисон Хаббелл и Киффер Хаббелл на Trophée Eric Bompard 2009

(с Закари Донохью)
| Соревнования                                                | 11/12         | 12/13         | 13/14         | 14/15         | 15/16         | 16/17         | 17/18         | 18/19         | 19/20         | 20/21         | 21/22         |
| Международные                                               | Международные | Международные | Международные | Международные | Международные | Международные | Международные | Международные | Международные | Международные | Международные |
| ----------------------------------------------------------- | ------------- | ------------- | ------------- | ------------- | ------------- | ------------- | ------------- | ------------- | ------------- | ------------- | ------------- |
| Олимпийские игры                                            |               |               |               |               |               |               | 4             |               |               |               | 3             |
| Чемпионаты мира                                             | 10            |               |               | 10            | 6             | 9             | 2             | 3             | C             | 2             | 2             |
| Чемпионаты четырёх континентов                              | 5             |               | 1             |               | 4             | 4             |               | 4             | 3             |               |               |
| Финалы Гран-при                                             |               |               |               |               | 6             | 5             | 4             | 1             | 3             |               | C             |
| Этапы Гран-при: NHK Trophy                                  |               |               |               |               | 3             |               | 2             |               |               |               |               |
| Этапы Гран-при: Trophée Éric Bompard                        |               | 4             |               | 3             | 1             | 2             |               |               |               |               |               |
| Этапы Гран-при: Skate Canada                                |               | 5             | 3             | 3             |               |               | 3             | 1             | 2             |               |               |
| Этапы Гран-при: Skate America                               | 6             |               | 4             |               |               | 2             |               | 1             | 1             | 1             | 1             |
| Этапы Гран-при: Италия                                      |               |               |               |               |               |               |               |               |               |               | 2             |
| Челленджеры. US International Classic                       |               |               |               |               | 1             | 1             | 1             | 1             |               |               | 1             |
| Челленджеры. Золотой конёк Загреба                          |               |               |               | 1             |               |               |               |               |               |               |               |
| Челленджеры. Finlandia Trophy                               |               | 3             |               | WD            |               | 2             |               |               |               |               |               |
| Nebelhorn Trophy                                            | 1             |               | 1             |               |               |               |               |               |               |               |               |
| Международные командные                                     |               |               |               |               |               |               |               |               |               |               |               |
| Олимпийские игры                                            |               |               |               |               |               |               |               |               |               |               | 1             |
| Командные чемпионаты мира                                   |               |               |               |               |               |               |               | 1             |               |               |               |
| Национальные                                                |               |               |               |               |               |               |               |               |               |               |               |
| Чемпионаты США                                              | 3             | 4             | 4             | 3             | 3             | 3             | 1             | 1             | 2             | 1             | 2             |
| WD = пара снялась с соревнований; C = соревнование отменено |               |               |               |               |               |               |               |               |               |               |               |

(с Киффером Хаббеллом)
| Международные                                                               | Международные | Международные | Международные | Международные | Международные | Международные | Международные | Международные | Международные |
| Соревнования                                                                | 04/05         | 05/06         | 06/07         | 07/08         | 08/09         | 09/10         | 10/11         |               |               |
| --------------------------------------------------------------------------- | ------------- | ------------- | ------------- | ------------- | ------------- | ------------- | ------------- | ------------- | ------------- |
| Чемпионаты четырёх континентов                                              |               |               |               |               |               | 3             |               |               |               |
| Этапы Гран-При: Trophée Éric Bompard                                        |               |               |               |               |               | 8             |               |               |               |
| Этапы Гран-При: Cup of China                                                |               |               |               |               |               |               | 6             |               |               |
| Этапы Гран-При: Skate Canada                                                |               |               |               |               |               | 6             |               |               |               |
| Finlandia Trophy                                                            |               |               |               |               |               | 8             | 4             |               |               |
| Международные среди юниоров                                                 |               |               |               |               |               |               |               |               |               |
| Чемпионаты мира среди юниоров                                               |               |               | 6             | 5             | 4             |               |               |               |               |
| Финалы юниорского Гран-При                                                  |               |               | 1             |               | 2             |               |               |               |               |
| Этапы юниорского Гран-При: Франция                                          |               |               | 2             |               |               |               |               |               |               |
| Этапы юниорского Гран-При: Мексика                                          |               |               |               |               | 1             |               |               |               |               |
| Этапы юниорского Гран-При: Нидерланды                                       |               |               | 1             |               |               |               |               |               |               |
| Этапы юниорского Гран-При: Южная Африка                                     |               |               |               |               | 1             |               |               |               |               |
| Национальные                                                                |               |               |               |               |               |               |               |               |               |
| Чемпионаты США                                                              | 5N.           | 2N.           | 2J.           | 1J.           | 4             | 6             | 4             |               |               |
| WD = пара снялась с соревнований N = детский уровень; J = юниорский уровень |               |               |               |               |               |               |               |               |               |